# Almaty Arena
L'Almaty Arena (in kazako Алматы Арена?), in precedenza Almaty Ice Palace, è un impianto sportivo polifunzionale situato ad Almaty, in Kazakistan.
Inaugurato il 20 giugno 2014, lo stadio ha una capienza massima di 12 000 spettatori.

## Storia
La struttura è costituita da tre unità: un'arena di ghiaccio, che si estende fino ai 12 000 posti, una pista di pattinaggio e una piscina. Presenta inoltre una sala da concerti da 5 000 posti.